# Cordes-Tolosannes
Cordes-Tolosannes là một French commune, located in the Tarn-et-Garonne département and the Midi-Pyrénées région.